# Dekanat czeskobudziejowicki
Dekanat czeskobudziejowicki (cz.: Českobudějovický děkanát) – jeden z 7 dekanatów w greckokatolickim egzarchacie apostolskim Republiki Czeskiej.

## Parafie
W skład dekanatu wchodzą 2 parafie:
1. parafia NMP Różańcowej – Czeskie Budziejowice
2. parafia św. Wacława – Strakonice

## Sąsiednie dekanaty
brneńsko–ołomuniecki, praski, liberecko–chomutowski, pilzneński, hradecki